# 立行寺

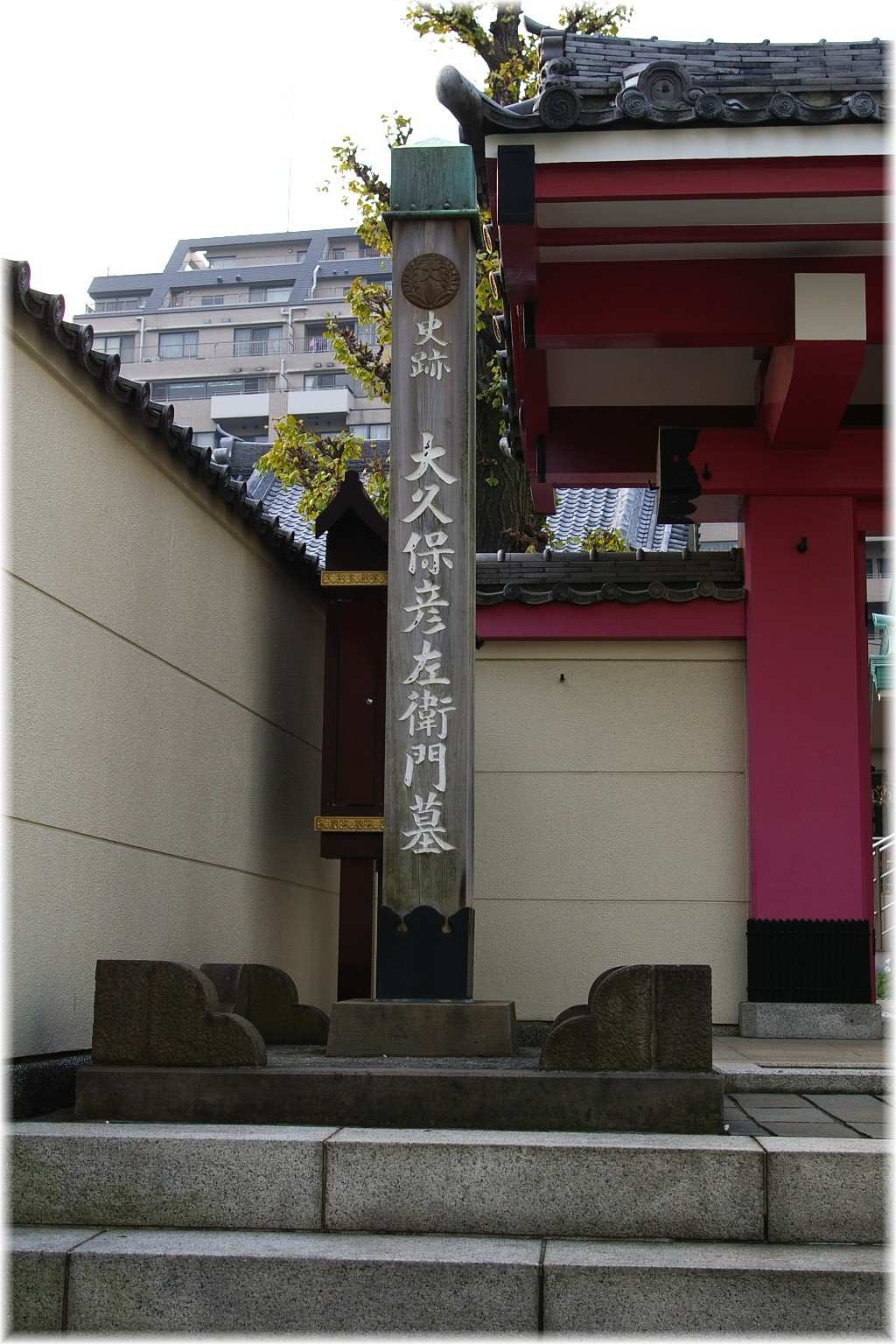
史跡大久保彦左衛門墓の碑

立行寺（りゅうぎょうじ）とは、東京都港区白金二丁目に存在する法華宗の寺院。別名を大久保寺という。

## 沿革
寛永7年（1630年）、講談などでも著名で後世においても人気の旗本大久保彦左衛門（大久保忠教）によって麻布六本木にて創建された。寛文8年（1668年）に旧地が火災にあったため現在の場所に移転した。
境内にはアナウンサー・司会者・ナレーターの芥川隆行の墓と鞘堂付の大久保彦左衛門の墓とテレビでおなじみの魚屋一心太助の墓、三橋達也・安西郷子夫妻の墓がある。

## アクセス
- 東京メトロ南北線・都営地下鉄三田線 白金高輪駅より徒歩1分

## 宗門の他の寺院
総本山
- 長久山本成寺（新潟県三条市）

関東教区　東京別院
- 徳栄山本妙寺（東京都豊島区）
- 妙行寺（東京都豊島区）
- 法光寺（東京都荒川区）